# Nycterosea evansi
Nycterosea evansi là một loài bướm đêm trong họ Geometridae.